# Сергій II Студит
Патріарх Сергій II Студит (грец. Πατριάρχης Σέργιος Β΄ Στουδίτης ; ?— липень 1019) — Патріарх Константинопольський з 998 або 1001 року по 1019 рік.

## Життєпис
Є кілька версій дати призначення Сергія II патріархом: за даними Едкарда Муральта, він став ним до липня 998 року, за іншими — з 999, Мішель ле К'єн також відносить дату початку патріаршества Сергія до 999 року. За свідченням, наведеним Ях'яю Антіохійським, Сергій II був призначений главою Константинопольської кафедри на 26-му році царювання Василія II, тобто після 11 січня 1001 року.
У деяких джерелах Сергія II називають двоюрідним онуком константинопольського патріарха Фотія I Великого. В інших — просто племінником Фотія I, хоча за віком перший варіант спорідненості виглядає правдоподібніше. Сергій II був братом магістра Косьми, першого судді Константинополя. До обрання патріархом був настоятелем монастиря Святого Мануїла та духівником імператора Романа I Лакапіна.
Сергій II був високоосвіченою людиною. Патріарший престол він посів уже в поважному віці після смерті Сисінія II. Продовжуючи лінію патріарха Фотія I, він підтримував принцип солідарності інтересів Візантійської Церкви та Візантійської імперії у боротьбі проти папського Риму. Виступав проти податкової політики імператора Василія II, зокрема, протестуючи проти другої форми аліленгії, коли великі земельні власники повинні сплачувати податки за виморочні земельні ділянки бідноти та занедбані сусідні земельні ділянки.
У 1004 році патріарх Сергій II дав благословення на шлюб доньки найзнаменитішого патриція Романа Аргира Марії та Іоанна, сина дожа Венеції П'єтро II Орсеоло.
За Сергія II ім'я Папи римського було видалено з диптиха через те, що у своєму окружному посланні папа Сергій IV використав формулювання символу віри з filioque.
Сергій ІІ помер у липні 1019 року. Новим константинопольським патріархом було обрано Євстафія.